# Abena Appiah
Evelyn Abena Akuaba Appiah (née le 2 juin 1993) est une chanteuse, mannequin et reine de beauté ghanéenne-américaine qui est couronnée Queen Beauty Universe 2016 et Miss Grand International 2020,. Elle est nommée Miss Grand USA et devient la première femme noire à remporter la couronne de Miss Grand International,. Elle représente le Ghana dans deux des concours de beauté internationaux du Big Four, à Miss Univers 2014 et Miss Terre 2019, mais ne se classe pas. 

## Début de carrière
Evelyn Abena est également une chanteuse qui sort plusieurs singles, dont Akomah (2015), Earth (2019), No Hit and Run (2019) et No More Hate (2021). Elle travaille comme mannequin, apparaissant dans des clips pour Wake Up in the Sky chanté par Bruno Mars, Gucci Mane et Kodak Black, ainsi que El Anillo de Jennifer Lopez.

## Mannequinat
Abena commence à participer à des concours lorsqu'elle remporte Top Model Ghana en 2013 et représente son pays dans Top Model of the World où elle termine dans le top 15. L'année suivante, elle représente le Ghana à Miss Univers 2014 mais elle n'est pas placée,.
Elle rejoint Miss World America 2017 en représentant New York. Après quelques années, elle représente le Ghana à Miss Earth 2019, où elle s'est classée dans le Top 20 et remporte plusieurs prix,. Elle se forme dans le camp Kagandahang Flores, un centre de mannequinat basé aux Philippines qui forme des reines de beauté en herbe pour des concours locaux et internationaux,.

### Miss Grand International 2020
Elle rejoint Miss Grand USA 2020, où elle est saluée comme la gagnante et la première Afro-Américaine à remporter le titre,. Elle est couronnée gagnante de Miss Grand International 2020 par la tenante du titre sortante Miss Grand International 2019, Valentina Figuera du Venezuela, le 27 mars 2021, au Show DC Hall de Bangkok, en Thaïlande, faisant d'elle la première femme des États-Unis à gagner la couronne.

### Emplacements
| Concours                      | Placement | Emplacement          | Récompenses spéciales                                | Représentée               |
| ----------------------------- | --------- | -------------------- | ---------------------------------------------------- | ------------------------- |
| Top Model Ghana 2013          | Gagnant   | Ghana                |                                                      | Accra, Ghana              |
| Top Modèle du Monde 2013      | Non placé | Mer Rouge, Egypte    |                                                      | Ghana                     |
| Miss Univers Ghana 2014       | Gagnant   | Accra, Ghana         |                                                      | Accra, Ghana              |
| Miss Univers 2014             | Non placé | Floride, États-Unis  |                                                      | Ghana                     |
| Reine Beauté Univers 2016     | Gagnant   | Spain                |                                                      | Ghana                     |
| Miss Monde Amérique 2017      | Top 16    | Floride, États-Unis  | Top 10 - Top Model Top 10 – Sports et forme physique | New York                  |
| Miss Terre Ghana 2019         | Gagnant   | Accra, Ghana         |                                                      | Accra, Ghana              |
| Miss Terre 2019               | Top 20    | Manille, Philippines |                                                      | Ghana                     |
| Miss Grand États-Unis 2020    | Nommé     | New York             |                                                      | New York                  |
| Miss Grand International 2020 | Gagnant   | Bangkok, Thaïlande   |                                                      | les états-unis d'Amérique |